# Ansano Giannarelli
Ansano Giannarelli (Viareggio, 10 giugno 1933 – Roma, 26 agosto 2011) è stato un regista e sceneggiatore italiano.

## Biografia
Figlio di un matematico, dopo la laurea in giurisprudenza inizia a lavorare nel cinema come segretario di edizione e assistente regista di Mario Monicelli.
Con la collaborazione di Mino Argentieri dall'omonimo testo di Giacomo Debenedetti, nel 1960 realizza il suo primo cortometraggio, 16 ottobre 1943, sul rastrellamento del ghetto di Roma, candidato quell'anno all'Oscar nella sezione cortometraggi.
Dopo aver partecipato alla realizzazione del collettivo documentaristico I misteri di Roma (1963), nel 1969 gira l'originale Sierra Maestra, sulla rivoluzione in Sud America. 
Collaborando con Lucio Lombardo Radice, nel 1973 dirige il film Non ho tempo e nel 1977 l'episodio televisivo Elogio di Gaspard Monge fatto da lui stesso: entrambi biografie di due matematici francesi, rispettivamente Évariste Galois e Gaspard Monge.
Dagli anni ottanta alla morte continua a girare documentari per la televisione, in particolare sulla vita ed il pensiero di famosi esponenti politici comunisti.

## Filmografia

### Cinema
- Diario di bordo (1966)
- Sierra Maestra (1969)
- Non ho tempo (1973)
- Speciale ricerca  (1981)
- Remake (1987)

### Televisione
- Tradimento – film TV (1985)

### Cortometraggi
- Geometria della pittura (1960)
- 16 ottobre 1943 (1961)
- Sui colli fatali (1964)
- Profilo di un operaio (1964)
- 8=12 (1964) -
- Tokende: il mio cuore in Africa (1966)
- Noi siamo l'Africa (1966)
- Dakar è una metropoli (1966)
- Sabato domenica lunedì (1968)
- Analisi del lavoro (1971)
- Guido Rossa (1979)
- I misteri di Roma – documentario (1966)
- Uomini della scienza – serie TV, episodio Elogio di Gaspard Monge fatto da lui stesso (1977)

### Documentari
- Resistenza, una nazione che risorge (1978)
- Versilia: gente del marmo e del mare (1980)
- Un film sul Partito Comunista Italiano (1979)
- L'addio a Enrico Berlinguer (1984)
- Roma occupata (1985)
- Versilia: gente del marmo e del mare. Studio di (per) un'inchiesta televisiva (2011)